# Resolució 1358 del Consell de Seguretat de les Nacions Unides
La Resolució 1358 del Consell de Seguretat de les Nacions Unides, adoptada per aclamació el 27 de juny de 2001 en una sessió privada, havent considerat la qüestió sobre la recomanació relativa al nomenament del Secretari General, el Consell va recomanar a la Assemblea General que el Sr. Kofi Annan fos nomenat com a Secretari General per un segon període des de l'1 de gener de 2002 fins al 31 de desembre de 2006.
L'elecció d'Annan va ser indisputada, ja que havia declarat la seva intenció de ser Secretari General al març de 2001 i les nacions havien aprovat la seva decisió immediatament. El seu nomenament després va ser aprovat per l'Assemblea General.